# Julia Butler Hansen Bridge
Die Julia Butler Hansen Bridge, auch Puget Island Bridge, ist eine zweispurige Straßenbrücke über den nördlichen Seitenarm des Columbia River zwischen Cathlamet und der Flussinsel Puget Island im Bundesstaat Washington der USA. Sie führt die Washington State Route 409, die mit der an der Südseite verkehrenden Wahkiakum County Ferry die Verbindung zwischen der Washington State Road 4 und dem U.S. Highway 30 in Oregon herstellt. Die 1939 eröffnete Fachwerkbrücke ist benannt nach der Politikerin Julia Butler Hansen und wird vom Washington State Department of Transportation (WSDOT) betrieben. Das durchschnittliche Verkehrsaufkommen lag 2016 bei rund 1900 Fahrzeugen täglich.

## Geschichte
| Columbia River |

| Columbia River |

| Yakima River |

| Snake River |

| Mount Rainier |

| Portland |

| Kalama |

| Naselle |

| Spokane |

| Seattle |

|  |

| Puget Sound |

| Kaskaden- kette |

| Oregon |

| Washington |

Bis zum Bau der ersten Eisenbahnstrecken Ende des 19. Jahrhunderts war die Dampfschifffahrt auf den Columbia der vorwiegende Transportweg im Süden von Washington und teils auch einzige Verbindung der sich am Fluss entwickelnden Siedlungen. Mit dem Aufkommen von Automobilen Anfang des 20. Jahrhunderts entstanden dann die ersten Straßen, die bis Ende der 1930er Jahre hauptsächlich aus Schotterpisten bestanden. Der Bundesstaat Washington beschloss 1915 den Ausbau der an der südwestlichen Grenze dem Columbia folgenden State Road 19 von Kalama über Cathlamet nach Naselle. Unterhalb von Cathlamet liegt die etwa 19 km² große bewohnte Flussinsel Puget Island, die den Columbia unweit seiner Mündung in zwei Seitenarme teilt. Ab 1925 wurden an der Nord- und Südseite Autofähren betrieben, verbunden durch eine Schotterstraße über die Insel. Dadurch wurde sie im Norden an die State Road 19 und südlich an das Straßennetz des Bundesstaates Oregon angeschlossen.
Mit dem weiteren Ausbau der SR 19 (später State Road 4) sowie der Entwicklung von Cathlamet und Puget Island entstand der Bedarf nach einer Brücke zur Flussinsel, auf der verteilt über die Fläche heute mehr als 800 Einwohner leben und damit mehr als in der nördlich gelegenen Kleinstadt. Mit Unterstützung der Public Works Administration konnte das Washington Department of Highways Mitte der 1930er Jahre die Finanzierung einer permanenten Flussquerung auf der Nordseite realisieren. Die Parker-Schramm Company aus Portland gewann die Ausschreibung für eine 366 Meter lange Stahl-Fachwerkbrücke, ergänzt um eine etwa ebenso lange Holzbrücke als südliche Zufahrt. Die Arbeiten an den Brückenpfeilern begannen im Februar 1938 und die Errichtung des Überbaus war im Mai 1939 abgeschlossen. Die feierliche Eröffnung fand am 26. August 1939 statt. Das Wahkiakum County übernahm 1959 den Betrieb der Fähre auf der Südseite, die bis heute als Wahkiakum County Ferry fortbesteht und die Flussinsel mit Westport in Oregon verbindet, wo Anschluss an den U.S. Highway 30 besteht.
Ende der 1980er Jahre führte das Washington State Department of Transportation eine umfassende Überholung der Brücke durch. Dabei wurde die südliche Zufahrt komplett ersetzt. Die Holzbrücke aus neun Fachwerkträgern und einer abschließenden Trestle-Brücke im Uferbereich, verlief ursprünglich in gerader Fortsetzung der Hauptbrücke fast bis zum Ende des Bauwerks und machte dann eine leichte Ostkurve kurz vor der Flussinsel. Für die neue Trassierung wählte man eine Kurve mit etwa 400 Meter Radius zur Insel und baute eine auf 12 neuen Strompfeilern ruhende Spannbeton-Balkenbrücke. Die Gesamtlänge der Brücke vergrößerte sich dadurch von 742 Meter auf 797 Meter. Während der Bauarbeiten setzte sich die Washington State Transportation Commission für eine Umbenennung der Brücke zu Ehren der ehemaligen Vorsitzenden Julia Butler Hansen ein, die zudem langjährige Abgeordnete für Washington im Repräsentantenhaus der Vereinigten Staaten war. Hansen starb noch vor Abschluss der Arbeiten im 3. Mai 1988 und im Januar 1990 wurde die Brücke in einem in Olympia abgehaltenen feierlichen Akt schließlich in Julia Butler Hansen Bridge umbenannt sowie später eine Ehrentafel an der Brücke installiert.

## Beschreibung

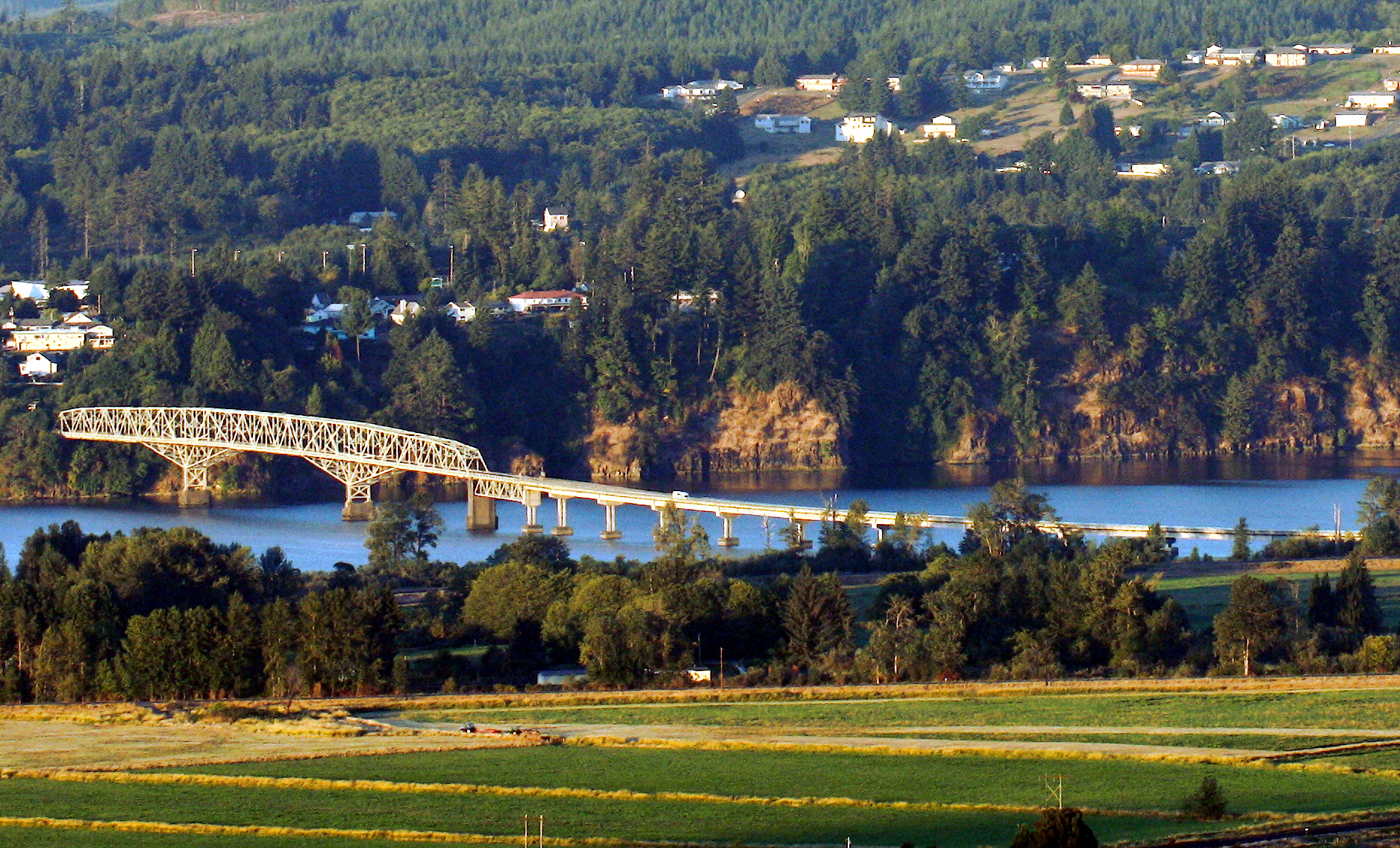
Die Brücke vom Puget Island aus gesehen, Blick nach Nordosten auf East Cathlamet

Seit der Eröffnung gliedert sich das insgesamt 797 m lange Bauwerk in die nördliche Fachwerkbrücke über den tieferen Bereich des Seitenarms und die südliche Zufahrt zur Flussinsel hin. Die Fachwerkkonstruktion aus den 1930er Jahren ist eine Auslegerbrücke mit einem 329 m langen Durchlaufträger aus Stahl, mit Spannweiten von 110 m, 128 m und 91 m. Der Durchlaufträger besitzt einen geraden Obergurt, der sich nur an den Enden leicht neigt und zu dem die Fahrbahn parallel in Höhe des Untergurtes verläuft. Zu den beiden mittleren Pfeilerauflagern vergrößert sich die Höhe des Fachwerkträgers nach unten hin und geht jeweils in einen kurzen Stahlpfeiler über. Dadurch ließen sich die Kosten für den Unterbau senken, und dies verleiht der Konstruktion hier ihre charakteristische Dreiecksform unterhalb der Fahrbahn.

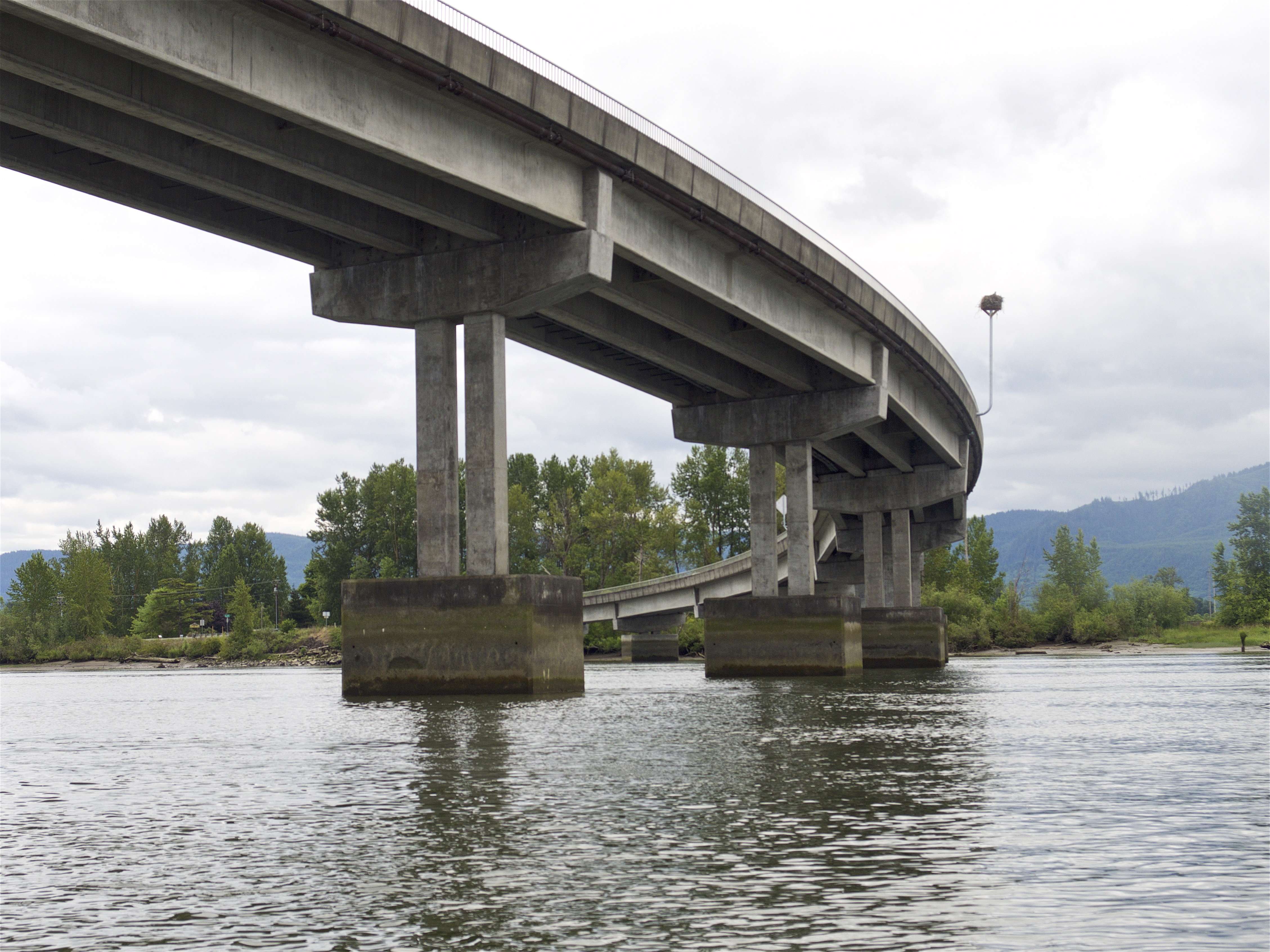
Spannbetonträger der Zufahrt

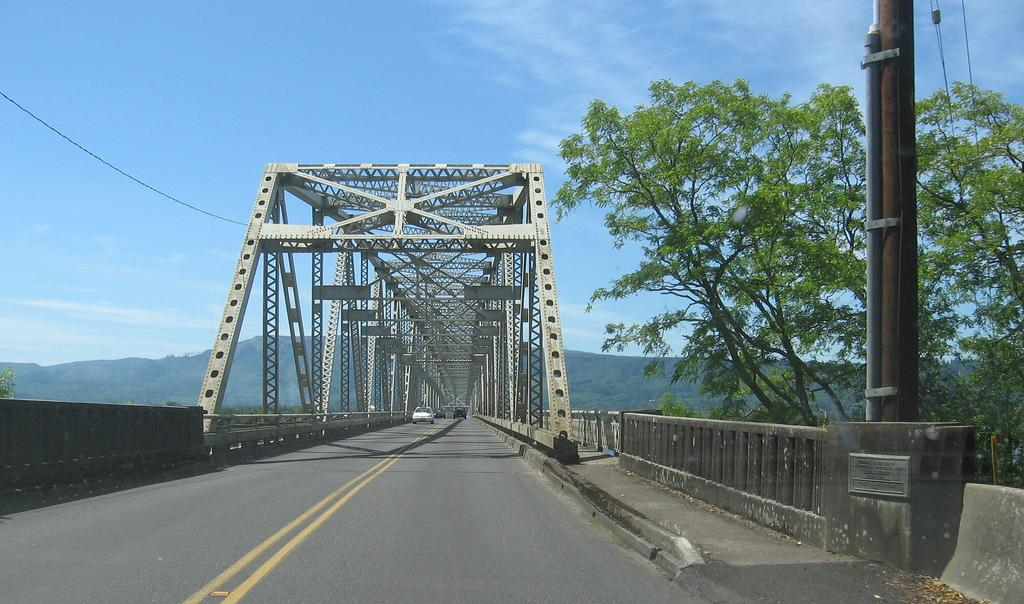
Nordportal, rechts der Fußweg

Die nördliche Zufahrt bildet ein 11 m langer Stahlbeton-Balkenträger und der Übergang zur südlichen Zufahrt ist durch einen 37 m langen parallelgurtigen Fachwerkträger mit oben liegender Fahrbahn realisiert, der gleich dem Durchlaufträger als Strebenfachwerk mit Pfosten ausgeführt ist. Die südliche Zufahrt aus den 1980er Jahren gliedert sich in 13 Balkenträger, wobei der erste in der Flussmitte ein 21 m langer Vollwandträger ist. Darauf folgen 12 Spannbetonträger mit Längen von 11 × 35 m sowie abschließend zum südlichen Widerlager hin von 26 m. Wie oben erwähnt, beschreibt die Zufahrt eine Kurve nach Südost mit einem Radius von etwa 400 Meter. Die Brücke bietet Platz für eine 6,1 m breite Fahrbahn mit zwei Fahrstreifen. Auf der Westseite der Fachwerkbrücke befindet sich außen ein schmaler Fußweg, der sich über die südliche Zufahrt als Seitenstreifen fortsetzt.